# Српска православна црква Светог Николе у Добринцима
Српска православна црква Светог Николе у Добринцима је подигнута у првој половини 19. века по склапању уговора митровачког зидара Франца Сигла и Црквене општине 1808. године. Храм у Добринцима представља споменик културе од великог значаја.

## Изглед
Црква, по типу, припада војвођанским богомољама насталим у првој половини 19. века, као једнобродна грађевина, са полукружном апсидом на истоку и звоником изнад западног дела грађевине. Прекривена је двосливним кровом, док декорацију зидних површина чине ниски сокл, пиластри и истурени кровни венац.
Унутрашњост цркве украшена је зидним сликама Петра Чортановића из 1831. године. Сликарство троспратног иконостаса, богате барокне дрворезбе, рад је непознатог мајстора из друге половине 18. века. Коришћени су делови старог иконостаса у комбинацији са резбаријом и иконама из 19. века.
Конзерваторски радови су извођени 1971, 1978. и 2004. године.